# توشييا تاكاجي
توشييا تاكاجي (باليابانية: 高木 利弥) (25 نوفمبر 1992 في فوجيساوا في اليابان – )؛ هو لاعب كرة قدم ياباني سابق كان يلعب كمدافع.

## وصلات خارجية
- توشييا تاكاجي على موقع رابطة كرة القدم اليابانية للمحترفين (اليابانية)
- توشييا تاكاجي على موقع قاعدة بيانات كرة القدم.إي يو (الإنجليزية)
- توشييا تاكاجي على موقع Soccerway.com (الإنجليزية)
- توشييا تاكاجي على موقع عالم كرة القدم.نت (الإنجليزية)